# TCDD
A 2,3,7,8-tetraclorodibenzo-p-dioxina, também conhecida como TCDD ou (popularmente) como dioxina de Seveso. Dioxina é um sólido cristalino incolor para branco, não possui cheiro quando puro, possui um ponto de fusão de 305 graus Celsius e um ponto de ebulição de 500 graus Celsius (com decomposição), é um agente que envenena o sangue causando Cloracne, é um subproduto do 2,4,5-T, é um agente cancerígeno, é um composto bastante persistente em ambientes fechados e abertos podendo ficar no local por meses, é insolúvel em água e na maioria dos solventes orgânicos é levemente solúvel, TCDD não tende a reagir em contato com a água.

## Usos, efeitos biológicos e características
É considerada um poluente organoclorado altamente tóxico. A TCDD é apenas produzida para pesquisas laboratoriais, contudo pode ser gerada na produção de pesticidas, no branqueamento do papel, cloração, fundição do cobre, etc. Além disso, pode ainda ser gerada em incêndios, incinerações, fumaça do tabaco ou vulcões.Indivíduos que vivam ou trabalhem perto de fontes de emissão de dioxinas e outros grupos de risco devem adoptar medidas preventivas, em especial as grávidas, visto que este composto pode passar através da placenta, acumular-se no leite materno e provocar danos no feto, principalmente no sistema nervoso, afectando seu desenvolvimento mental e físico. Devido às características físico-químicas da TCDD, dentre os alimentos mais associados à sua contaminação, destacam-se a carne de vaca, o leite e seus derivados, carne de porco e os peixes de maiores dimensões.

## TCDD e Cana-de-Açúcar
Para a reposição de potássio nas áreas de cultivo de cana-de-açúcar costuma ser utilizado fontes de potássio que contém altas concentrações de cloro, como é o caso do cloreto de potássio (KCl). Consequentemente, a cana-de-açúcar acaba absorvendo altas concentrações dessa substância .
Tendo em vista que durante o processo de cogeração de energia há a queima do bagaço da cana-de-açúcar e que esse bagaço tem a presença de cloro em sua composição, verifica-se a formação de dioxinas durante essa queima, dentre elas, a 2,3,7,8-TCDD.
Para remoção de gases e poluentes, as usinas de cana-de-açúcar costumam utilizar lavadores de gases por via úmida, como o do tipo Venturi. Além disso, outros sistemas de tratamento normalmente utilizados por essas usinas são filtro de mangas  e precipitador eletrostático .
O lavador de gases tipo Venturi tem uma baixa eficiência na remoção de 2,3,7,8-TCDD, tendo em vista que esse sistema consegue remover apenas 45%. A baixa eficiência verificada deve-se a esse sistema de tratamento ser por via úmida e as dioxinas terem como característica a baixa solubilidade em água  .
A eficiência de remoção de 2,3,7,8-TCDD no filtro de mangas fica em torno de 8%  . Já no caso do precipitador eletrostático houve um aumento considerável da concentração de dioxinas após passar por esse tratamento, sendo que dentre as dioxinas que tiveram esse aumento, tem-se 2,3,7,8-TCDD .

## Casos de envenenamento
- Em 10 de julho de 1976 uma explosão em uma fábrica de Icmesa em Seveso, Itália, lançou 1,3 quilogramas de 2,3,7,8-Tetraclorodibenzodioxina no ar.[5]